# Castex, Gers
Castex là một xã thuộc tỉnh Gers trong vùng Occitanie tây nam nước Pháp. Xã này có độ cao trung bình 242 mét trên mực nước biển.